# SuperView
SuperView es un software de supervisión de procesos industriales enfocado a aplicaciones de supervisión de equipamientos Modbus RTU presentes en redes locales (RS-485) o geográficamente distribuidas (TCP/IP). Múltiples ordenadores conectados por una red TCP/IP pueden realizar la supervisión de un mismo sistema. La simplicidad de configuración y la flexibilidad en la tomada de decisiones para la construcción de pantallas permiten al usuario construir sinópticos que representen el ambiente real que está en supervisión por el sistema.
La interfaz gráfica del SuperView permite al usuario crear sus propias pantallas de supervisión del proceso conteniendo imágenes, textos, cajas de textos, botones y gráficos para leer y escribir, local o remotamente, en los registradores Modbus de los equipamientos de medición y control.
La simplicidad de configuración y la flexibilidad en la toma de decisiones para la construcción de telas permiten al usuario construir sinópticos que representen el ambiente real que está siendo monitoreado por el sistema.
La interfaz gráfica del SuperView permite al usuario diseñar sus propias telas de supervisión del proceso conteniendo imágenes, textos, cajas de textos, botones y gráficos para leer y escribir en los registradores Modbus de los equipamientos de medición y control.
Como controlador en el proceso monitoreado, el SuperView dispone al usuario varios tipos de configuraciones de notificaciones de alarmas para que situaciones de emergencia puedan ser controladas lo más rápido posible. Los datos monitoreados pueden ser almacenados en archivos de histórico que podrán ser visualizados y exportados para los formatos más conocidos (XLS, PDF, RTF, XML, HTML, DBF, TXT, CSV).

## Características
- Desarrollo visual sin la utilización de "scripts".
- Acceso controlado al ambiente a través de la configuración de perfiles para los usuarios.
- Históricos criptográficos y detección de alteración indebida.
- Exportación de históricos para formatos XLS, PDF, RTF, XML, HTML, DBF, TXT, CSV.
- Registro criptográfico de eventos de la aplicación y del usuario.
- Diversos objetos visuales para la construcción de telas de supervisión.
- Supervisión de alarmas con notificación visual, sonora y correo electrónico.
- Generación de informes de uno o más históricos.
- Gerente de fórmulas matemáticas.
- Gerente de Tareas accionadas por condicional o fecha/hora.
- Comunicación Modbus RTU (comandos 1, 2, 3, 4, 5 y 6).
- Modos de operación Cliente y Servidor, que permiten al usuario el monitoreo de procesos industriales geográficamente distribuidos, donde múltiples ordenadores conectados por una red TCP/IP realizan la supervisión de un mismo sistema. La estación SuperView puede ejecutar como Cliente, Servidor o ambos.
- Activación remota de históricos, tareas y fórmulas a través del Cliente SuperView.
- Atiende los requisitos técnicos de las normas FDA 21, CFR Parte 11 y ANVISA.